# Sumienie Ukrainy
Sumienie Ukrainy (ukr. Совість України) – ukraińska lokalna partia polityczna założona w 2005.

## Historia
Ugrupowanie powstało w 2005 i ubiegało się bezskutecznie o mandaty parlamentarne w wyborach w 2007 w składzie bloku „Wspólnota Wszechukraińska”, uzyskując 0,05% głosów. W wyborach samorządowych w 2010 partia wystawiła kilku kandydatów na prezydentów miast, którzy odnieśli sukces, m.in. Wołodymyra Hrojsmana w Winnicy i Ołeksandra Mamaja w Połtawie. W radzie miejskiej Połtawy ugrupowanie uzyskało 37 z 50 mandatów, z czego 24 w okręgach jednomandatowych. Burmistrzami trzech dzielnic Połtawy zostali również przedstawiciele „Sumienia”. W radzie rejonu szyszackiego „Sumienie” otrzymało 5 z 30 mandatów. W radzie miejskiej Winnicy „Sumienie” reprezentuje 33 z 50 radnych.
Przewodniczącym ugrupowania pozostaje rektorem Kijowskiego Uniwersytetu Międzynarodowego Chaczatur Chaczaturian.